# Burgkirchen (Autriche)
Pour les articles homonymes, voir Burgkirchen.
Burgkirchen est une commune autrichienne du district de Braunau am Inn en Haute-Autriche.